# Nhạn rừng ngực trắng
Nhạn rừng ngực trắng (danh pháp hai phần: Artamus leucorynchus) là một loài chim thuộc họ Nhạn rừng có phạm vi khu vực sinh sản từ quần đảo Andaman đến phía đông qua Indonesia và phía bắc Úc. Loài này được mô tả khoa học lần đầu tiên bởi Linnaeus vào năm 1771, tên khoa học chi tiết xuất phát từ tiếng Hy Lạp cổ leucos 'trắng', và rhynchos 'mỏ'.